# Schienenverkehr in Alaska und im Yukon Territory

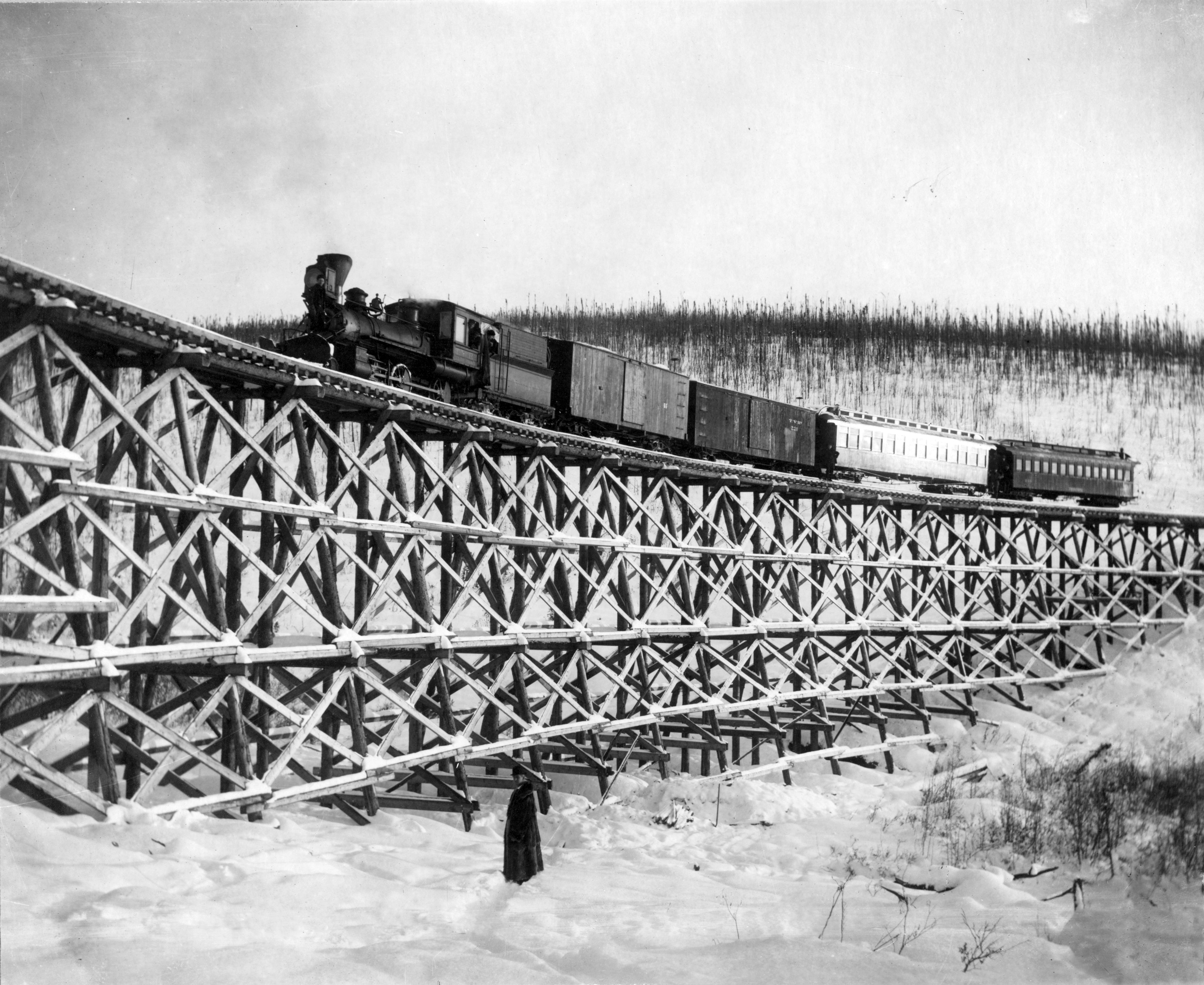
Zug der TVRR 1916

Alaska und das Yukonterritorium hatten kein zusammenhängendes oder einheitliches Eisenbahnnetz. Dennoch gab es vor allem zur Zeit des Klondike-Goldrauschs zahlreiche Minenbahnen, also Eisenbahnstrecken, die Bergwerke mit See- oder Flusshäfen verbanden. Nur wenige dieser Bahnen dienten auch dem Personenverkehr. Es werden nur noch drei Bahnen betrieben, die Alaska Railroad im regulären Personen- und Güterverkehr und die White Pass and Yukon Railway als Museumsbahn, sowie eine Touristenbahn in Fairbanks, die direkt als solche gebaut wurde. Neben den Minenbahnen wurden auch einige kleinere nicht-öffentliche Industriebahnen oder Waldbahnen betrieben. Die Betriebsformen waren vielfältig, so gab es neben dampf- bzw. dieselgetriebenen Zügen auch Pferdebahnen, elektrische Bahnen und Standseilbahnen. Die meisten Bahnen waren schmalspurig, nur die größeren Strecken wurden teilweise in Normalspur gebaut.

## Geschichte
Nachdem drei Jahre zuvor schon bei Dawson im Yukon Territory (damals noch Teil der North-West Territories) Gold gefunden worden war, fanden 1899 Schürfer auch in Nome (Westalaska) größere Mengen des Edelmetalls, später auch an anderen Orten. Kurz darauf fand man auch Kohle und Kupfer, vor allem im Süden der Halbinsel Alaska. Sofort wurden zahlreiche Eisenbahngesellschaften gegründet, um das gesamte Land zu erschließen. Die erste öffentliche Eisenbahn fuhr in Skagway 1898 mit der späteren White Pass and Yukon Railway, nachdem bereits 1886 eine Pferdebahn in einer Mine auf Umga Island und 1894 eine 5,5 Kilometer lange nicht-öffentliche Goldminenbahn bei Seward City südlich von Skagway eröffnet worden waren. Nur die wenigsten der Pläne wurden tatsächlich verwirklicht. Über viele der Bahnen sind kaum noch Informationen bekannt. Die längste dieser Bahnen wurde die Alaska Railroad, die auf einer Länge von etwa 750 Kilometern Fairbanks mit den Häfen Whittier und Seward verbindet.
Die zweitlängste und aufgrund der immensen Baukosten und auch wegen der Trassenführung umstrittenste Minenbahn war die Copper River and Northwestern Railway, die auf einer Länge von 315 Kilometern die Kupferminen bei Kennicott an die Südküste Alaskas bei Cordova anschloss.
Die ersten Lagerstätten waren bereits um 1910 erschöpft, viele folgten in den Jahren danach. Einige der Bahnen fielen auch der Konkurrenz der Straße zum Opfer. Als 1968 in Alaska Erdöl entdeckt wurde, waren bis auf die Alaska Railroad und die White Pass&Yukon Route alle Eisenbahnen in diesem Gebiet bereits stillgelegt.
Mittlerweile ist wieder eine neue Minenbahn geplant. Die am 27. Februar 1998 gegründete Alaska Central Railroad soll die Alaska Railroad bei Wasilla mit mehreren Kohlebergwerken sowie zwei neu zu bauenden Häfen verbinden und bis Tyonek an der Trading Bay führen. Die Strecke soll eine Länge von 138 Kilometern haben. Eine Verlängerung in Richtung Kanada wurde vorgeschlagen. Das vorläufige Kürzel der AAR soll AKC lauten. Die Bahngesellschaft betreibt derzeit in Wasilla zwischen Flugplatz und Verkehrsmuseum eine 900 Meter lange Museumsbahn in der Spurweite von 190,5 Millimetern (7,5 Zoll).

## Liste der Minenbahnen
Die folgende Liste ist chronologisch nach Gründungsdatum der Gesellschaft geordnet.
| Name der Bahngesellschaft                         | Gründung   | Streckenverlauf                                                       | Länge (km)           | Eröffnung   | Stilllegung                           | Spur- weite (mm) | Personen- verkehr | Transportgut                     | Bemerkungen |
| ------------------------------------------------- | ---------- | --------------------------------------------------------------------- | -------------------- | ----------- | ------------------------------------- | ---------------- | ----------------- | -------------------------------- | --- |
| Apollo Consolidated Mining Company                | 1886       | auf Umga Island                                                       | ?                    | 1886        | ca. 1917                              | 914?             | nein              | Goldquarz                        | anfangs Pferdebahn, Lokbetrieb ab 1897                                                                                         |
| Berners Bay Gold Manufacturing Company            | 1894       | bei Seward City am Lynn Canal                                         | 5,5                  | Anf. 1894   | ?                                     | 914              | nein              | Gold                             | |
| White Pass and Yukon Railway                      | 1897       | Skagway–Whitehorse YT / Pueblo YT                                     | 195,9                | 1898–1910   | 07.10.1982 (teilw. wieder in Betrieb) | 914              | ja                | Gold, Silber, Kupfer, Blei, Zink | teilweise in British Columbia, ab 1988 teilweise wiedereröffnet                                                                |
| Klondike Mines Railway                            | 10.07.1899 | Dawson City YT–Sulphur Springs YT                                     | 51,19                | 1906        | Herbst 1913                           | 914              | ja                | Gold                             | |
| North American Transportation and Trading Company | 1899       | entlang des Cliff Creek, 93 Flusskilometer südlich von Dawson City YT | 2,5                  | 1899        | 1918                                  | 914              | nein              | Kohle                            | |
| Cook Inlet Coal Field Company Railroad            | 1899       | bei Homer, Kenai-Halbinsel                                            | 13,5                 | 1900        | 1902                                  | 1067             | nein              | Kohle                            | Gleise erst 1913 abgebaut |
| Seward Peninsular Railroad                        | 1900       | Nome–Shelton                                                          | 140                  | 1900–1902   | 1910                                  | 914              | ja                | Gold                             | bis 1902 Wild Goose Railroad, bis 27. April 1906 Nome–Arctic Railroad                                                          |
| Council City and Solomon River Railroad           | 27.03.1902 | Dickson–Penelope Creek(–Candle geplant)                               | 56 (geplant 217)     | 1903–1906   | 1907                                  | 1435             | ja                | gepl. Gold                       | |
| Alaska Railroad                                   | 31.03.1902 | Seward–Fairbanks und Zweigstrecken                                    | 757 (Haupt- strecke) | 1905–1923   | in Betrieb                            | 1435             | ja                | Gold, Zinn, Kohle                | bis 1909 Alaska Central Railway, bis 1915 Alaska Northern Railway                                                              |
| Detroit Yukon Mining Company Railway              | 1902       | bei Bear Creek YT, nördlich von Dawson                                | ?                    | Sommer 1904 | 1905                                  | 914              | nein              | Gold                             | [ 1 ] |
| Katalla Coal Company Railroad                     | 1902       | von Goose City landeinwärts                                           | ca. 14               | 1907        | 1908                                  | 1435?            | ?                 | Kohle                            | |
| Treadwell Mine Railroad                           | 1902       | Douglas Island, südlich von Douglas                                   | ?                    | 1902        | Dezember 1922                         | 610              | nein              | ?                                | |
| Golovin Bay Railway                               | 1902       | Council City–Nr. 15 Ophir Creek                                       | 13                   | 17.08.1902  | ca. 1906                              | 914              | nein              | Gold                             | |
| Coal Creek Coal Company Railway                   | 1903       | entlang des Coal Creek, 87 Flusskilometer südlich von Dawson City YT  | 18,5                 | 09.1903     | 1914                                  | 914              | nein              | Kohle                            | ab Oktober 1906 Sourdough Coal Company Railway, ab 1909 Northern Light, Power and Coal Company Railway, Abbau der Strecke 1918 |
| Tanana Valley Railroad                            | 1904       | Chena–Chatanika mit Zweig nach Fairbanks                              | 72                   | 1905–1907   | 01.08.1930                            | 914              | ja                | Gold                             | bis 15. Mai 1907 Tanana Mines Railway                                                                                          |
| Alaska Home Railroad                              | 1905       | Valdez–Keystone Canyon(–Kennicott geplant)                            | 1,5                  | 1907        | 1907                                  | 1435             | ja                | gepl. Kupfer                     | bis 1907 Valdez–Yukon Railroad                                                                                                 |
| Copper River and Northwestern Railway             | 16.05.1905 | Cordova–Kennicott                                                     | 315                  | 1911        | 11.09.1938                            | 1435             | ja                | Kupfer                           | bis 1907 Copper River Railroad                                                                                                 |
| Alaska Marble Company Tramway                     | ca. 1905   | auf Prince of Wales Island                                            | 1                    | 1905?       | ?                                     | 1435?            | nein              | Marmor                           | Standseilbahn |
| Rush and Brown Copper Mine Railroad               | 1905       | auf Prince of Wales Island (Kaasan-Halbinsel)                         | 5                    | 1905        | 1908                                  | 914?             | nein              | Kupfer                           | |
| Atlin Consolidated Mining Company                 | 1906       | bei Pine Creek YT                                                     | ?                    | 1906        | 1909                                  | 914?             | nein              | Gold                             | elektrisch betrieben (400 V, Fahrleitung an der Seite)                                                                         |
| Alaska Anthracite Coal and Railway                | 19.04.1909 | Point Martin–MacDonald Mine                                           | 27                   | 1917        | 1921                                  | 1435             | nein              | Kohle                            | |
| Alaska-Juneau Gold Mine Railroad                  | 1911       | oberhalb von Juneau                                                   | 11                   | 1911        | April 1944                            | 762              | nein              | Gold                             | elektrisch betrieben, 600 V, Oberleitung                                                                                       |
| Alaska-Gastineau Mining Company Railroad          | 1914       | Sheep Creek                                                           | 8                    | April 1914  | 1921                                  | 914              | nein              | Gold                             | elektrisch betrieben, 600 V, Oberleitung                                                                                       |

## Weitere Bahnen
- Die Yakutat and Southern Railroad betrieb von 1904 bis in die 1960er Jahre eine Bahnstrecke von Yakutat nach Situk, die auch im Personenverkehr bedient wurde.
- Als die Alaska-Gastineau Mining Company mit dem Goldbergbau nördlich von Juneau (Alaska) beginnen wollte, benötigte sie ein Kraftwerk zur Stromversorgung. Man baute daher 1913 am Salmon Creek einen Staudamm, für dessen Konstruktion eine 4,2 Kilometer lange Eisenbahn in 3 Fuß (914 Millimeter) Spurweite angelegt wurde. Auf Steilstrecken wurden die Wagen von einem Kabel gezogen. Die Bahn transportierte Baumaterial und Arbeiter zum Staudamm und wurde nach Fertigstellung des Damms stillgelegt. Die Gleise wurden beim Bau der elektrischen Minenbahn der Gesellschaft (siehe Tabelle) weiterverwendet.
- Die Alaska Lumber and Pulp Company betrieb bis zur Schließung ihrer Zellstofffabrik 1993 eine Werksbahn bei Sitka. Sie transportierte Chemikalien, Holz und Zellstoff.
- Die Ketchikan Pulp Company betrieb von 1954 bis 1997 eine Werksbahn nördlich von Ketchikan (Alaska). Sie transportierte Chemikalien und fertigen Zellstoff. Nach der Schließung der Fabrik 1997 wurde die Bahn stillgelegt.
- Bevor die WP&YR in Whitehorse (Yukon-Territorium) ankam, gab es in der Umgebung der Stadt bereits Schienenverkehr. Im Frühjahr 1898 eröffnete Norman D. Macaulay die Canyon and White Horse Rapids Railway, eine Pferdebahn, entlang der Ostseite des Flusses in drei Fuß Spurweite, um den gefährlichen Miles Canyon südlich der Stadt zu umgehen. Kurz darauf eröffnete auch John Hepburn eine Bahn auf der Westseite des Flusses, die Miles Canyon and Lewes River Tramway. Macaulay kaufte schließlich die Bahn Hepburns auf und betrieb beide Bahnen gewinnbringend, bis sich 1900 die WP&YR der Stadt näherte. Er verkaufte schließlich beide Strecken an die Eisenbahn, die die westliche Trasse teilweise für den Bahnbau verwendete.
- Im Pioneer Park in Fairbanks, wo auch einige alte Loks und Wagen der Alaska Railroad und ihrer Vorgängerbetriebe ausgestellt sind, fährt in den Sommermonaten als Touristenbahn die Crooked Creek and Whiskey Island Railroad auf Schienen von drei Fuß (914 Millimetern) Spurweite auf einem Rundkurs.
- Weitere Bahnen, zu denen keine Informationen mehr verfügbar sind, befanden sich in Goulding Harbor (auf Chicago Island) und bei Eagle Harbor.[2]